# Bowie banna
Bowie banna (лат.) — вид блуждающих пауков рода Bowie (Ctenidae). Встречается в Китае (Юньнань, Xishuangbanna).

## Описание
Пауки средних размеров, длина самцов 10,4—12,5 мм, самок 11,8—13,2 мм. Формула ног 4123. Хелицеры с 3 промаргинальными, 4 ретромаргинальными зубцами и с удлинённым участком из 23 мелких зубцов вдоль всей хелицеральной бороздки. Самцы от красновато-коричневого до желтоватого с более темными узорами. Стернум, низ тазиков III + IV и гнатококсы желтоватые, с тёмным рисунком, нижняя губа коричневая с темным рисунком, тазики I + II желтоватые, без рисунка. Хелицеры с продольными линиями в проксимальной половине и с темной дистальной половиной. Бёдра ног красновато-буро-желтоватые, голени до лапок желтоватые. Верх опистосомы желтоватый, испещренный темными пятнами. Бока опистосомы желтоватые с тёмными пятнами. Вентральная сторона опистосомы чёрная с белыми пятнами. Самки по окраске сходны с самцами, за исключением: стернум темно-коричневый, низ тазиков IV желтоватый с тёмным рисунком, лабиум и гнатококсы коричневые, хелицеры красновато-коричневые.

## Таксономия и этимология
Вид был впервые описан в 2022 году под названием Ctenus banna, а затем перенесён в род Bowie. Видовое название происходит от типового места обнаружения: Banna это краткое именование для Xishuangbanna, или Сишуанбаньна-Дайского автономного округа. Внешне Bowie banna сходен с видом Bowie theodorianum (Jäger, 2012).